# Hackney Diamonds Tour
L'Hackney Diamonds Tour è il cinquantesimo tour musicale dei Rolling Stones.

## Scaletta
La seguente scaletta di brani fu eseguita nel primo show di Houston, Texas e potrebbe non essere rappresentativa di tutte le canzoni eseguite nel corso del tour.
1. Start Me Up
2. Get Off of My Cloud
3. Rocks Off
4. Out of Time
5. Angry
6. Beast of Burden
7. Mess It Up
8. Tumbling Dice
9. You Can't Always Get What You Want
10. Little T&A
11. Sympathy for the Devil
12. Gimme Shelter
13. Honky Tonk Women
14. Miss You
15. Paint It Black
16. Jumpin' Jack Flash

Encore
1. Sweet Sounds of Heaven
2. (I Can't Get No) Satisfaction

## Artisti d'apertura
La seguente lista rappresenta il numero correlato agli artisti d'apertura nella tabella delle date del tour.
- Gary Clark Jr. = 1
- Carín León = 2
- Electric Mud = 3
- The Pretty Reckless = 4
- Joe Bonamassa = 5
- Jon Batiste = 6
- Lawrence = 7
- The Red Clay Strays = 8
- Tyler Childers = 9
- Ghost Hounds = 10
- Kaleo = 11
- Widespread Panic = 12
- Bettye LaVette = 13
- Lainey Wilson = 14
- The War and Treaty = 15
- The Linda Lindas = 16
- The Beaches = 17

## Date
| Data           | Città           | Stato                      | Luogo                      | Artisti d'apertura | Biglietti (venduti / disponibili) | Incasso      |
| Nord America   | Nord America    | Nord America               | Nord America               | Nord America       | Nord America                      | Nord America |
| -------------- | --------------- | -------------------------- | -------------------------- | ------------------ | --------------------------------- | ------------ |
| 28 aprile 2024 | Houston         | Stati Uniti                | NRG Stadium                | 1                  | /                                 | $            |
| 2 maggio 2024  | New Orleans     | Stati Uniti                | Fair Grounds Race Course   | ---                | /                                 | $            |
| 7 maggio 2024  | Glendale        | Stati Uniti                | State Farm Stadium         | 2 ; 3              | /                                 | $            |
| 11 maggio 2024 | Paradise        | Stati Uniti                | Allegiant Stadium          | 4                  | /                                 | $            |
| 15 maggio 2024 | Seattle         | Stati Uniti                | Lumen Field                | 5                  | /                                 | $            |
| 23 maggio 2024 | East Rutherford | Stati Uniti                | MetLife Stadium            | 6                  | /                                 | $            |
| 26 maggio 2024 | East Rutherford | Stati Uniti                | MetLife Stadium            | 7                  | /                                 | $            |
| 30 maggio 2024 | Foxborough      | Stati Uniti                | Gillette Stadium           | 8                  | /                                 | $            |
| 3 giugno 2024  | Orlando         | Stati Uniti                | Camping World Stadium      | 9                  | /                                 | $            |
| 7 giugno 2024  | Atlanta         | Stati Uniti                | Mercedes-Benz Stadium      | 10                 | /                                 | $            |
| 11 giugno 2024 | Philadelphia    | Stati Uniti                | Lincoln Financial Field    | 11                 | /                                 | $            |
| 15 giugno 2024 | Cleveland       | Stati Uniti                | Cleveland Browns Stadium   | 10                 | /                                 | $            |
| 20 giugno 2024 | Denver          | Stati Uniti                | Empower Field at Mile High | 12                 | /                                 | $            |
| 27 giugno 2024 | Chicago         | Stati Uniti                | Soldier Field              | 13                 | /                                 | $            |
| 30 giugno 2024 | Chicago         | Stati Uniti                | Soldier Field              | 14                 | /                                 | $            |
| 5 luglio 2024  | Vancouver       | Canada                     | BC Place                   | 10                 | /                                 | $            |
| 10 luglio 2024 | Inglewood       | Stati Uniti                | SoFi Stadium               | 15                 | /                                 | $            |
| 13 luglio 2024 | Inglewood       | 16                         | SoFi Stadium               | /                  | $                                 |              |
| 17 luglio 2024 | Santa Clara     | Levi's Stadium             | 17                         | /                  | $                                 |              |
| 21 luglio 2024 | Ridgedale       | Thunder Ridge Nature Arena | ---                        | /                  | $                                 |              |
| Totale         | Totale          | Totale                     | Totale                     | Totale             | / (100%)                          | $            |

## Formazione

### The Rolling Stones
- Mick Jagger – voce solista, chitarra, armonica a bocca, percussioni
- Keith Richards – chitarre, cori
- Ronnie Wood – chitarre

### Musicisti aggiuntivi
- Steve Jordan – batteria
- Darryl Jones – basso
- Chuck Leavell – tastiere, cori
- Karl Denson – sax
- Tim Ries – sax, tastiere
- Matt Clifford – tastiere, percussioni, corno
- Bernard Fowler – cori, percussioni
- Chanelle Haynes – cori